# Calytrix sylvana
Calytrix sylvana är en myrtenväxtart som beskrevs av Lyndley Alan Craven. Calytrix sylvana ingår i släktet Calytrix och familjen myrtenväxter. Inga underarter finns listade i Catalogue of Life.